# 버블로 고!! 타임머신은 드럼 방식
버블로 고!! 타임머신은 드럼 방식(일본어: バブルへGO!!～タイムマシンはドラム式～, Bubble Fiction: Boom Or Bust)은 일본에서 제작된 바바 야스오 감독의 2007년 코미디, SF 영화이다. 아베 히로시 등이 주연으로 출연하였고 와다쿠라 카즈토시 등이 제작에 참여하였다. 줄거리의 핵심은 2006년에서 1990년으로 시간 여행을 떠나는 것이며 1990년부터 2007년 사이 유머스러운 방식으로 일상을 비교해나가는 과정이 펼쳐진다.

## 출연

### 주연
- 아베 히로시
- 야쿠시마루 히로코
- 히로스에 료코

### 조연
- 이부 마사토
- 오기 시게미츠
- 후키이시 카즈에
- 게키단 히토리
- 이토 유코
- 이이지마 아이
- 이이지마 나오코

## 제작진
- 미술: 시미즈 츠요시